# 木柵路
木柵路是臺北市文山區的一條道路，分別通往文山區景美與新北市深坑區，部分路段屬於市道106號一部分。

## 簡介
木柵路共分有五段，一段自景美街開始，經溝子口、馬明潭、木柵、坑內坡、風動石、象頭埔至新北市深坑區草地尾的北深路三段。

## 歷史
其道路歷史可追溯至清治時期，但當時舊路迂迴，路況惡劣，車馬不通，造成不少交通障礙。日治時期對道路之重修，均為當務之急。
明治36年（西元1903年），深坑廳成立後，由地方民眾捐助，深坑景尾道自1903年12月開工，沿景尾溪右岸原霧裡薜圳舊道拓寬、鑿山穿石，至明治37年（西元1904年3月）完工 (靠山段為明治42年（西元1909年）左右完工)，里程為2里11町（相當於9.039公里），路寬9尺（相當於2.727公尺），可通行車馬；至此深坑、景尾、臺北間之交通皆賴此路，對地方而言，大為便利。
民國39年3月，因為木柵地區從深坑鄉獨立出去、成立木柵鄉，故路名取名為木柵路。

## 沿線設施

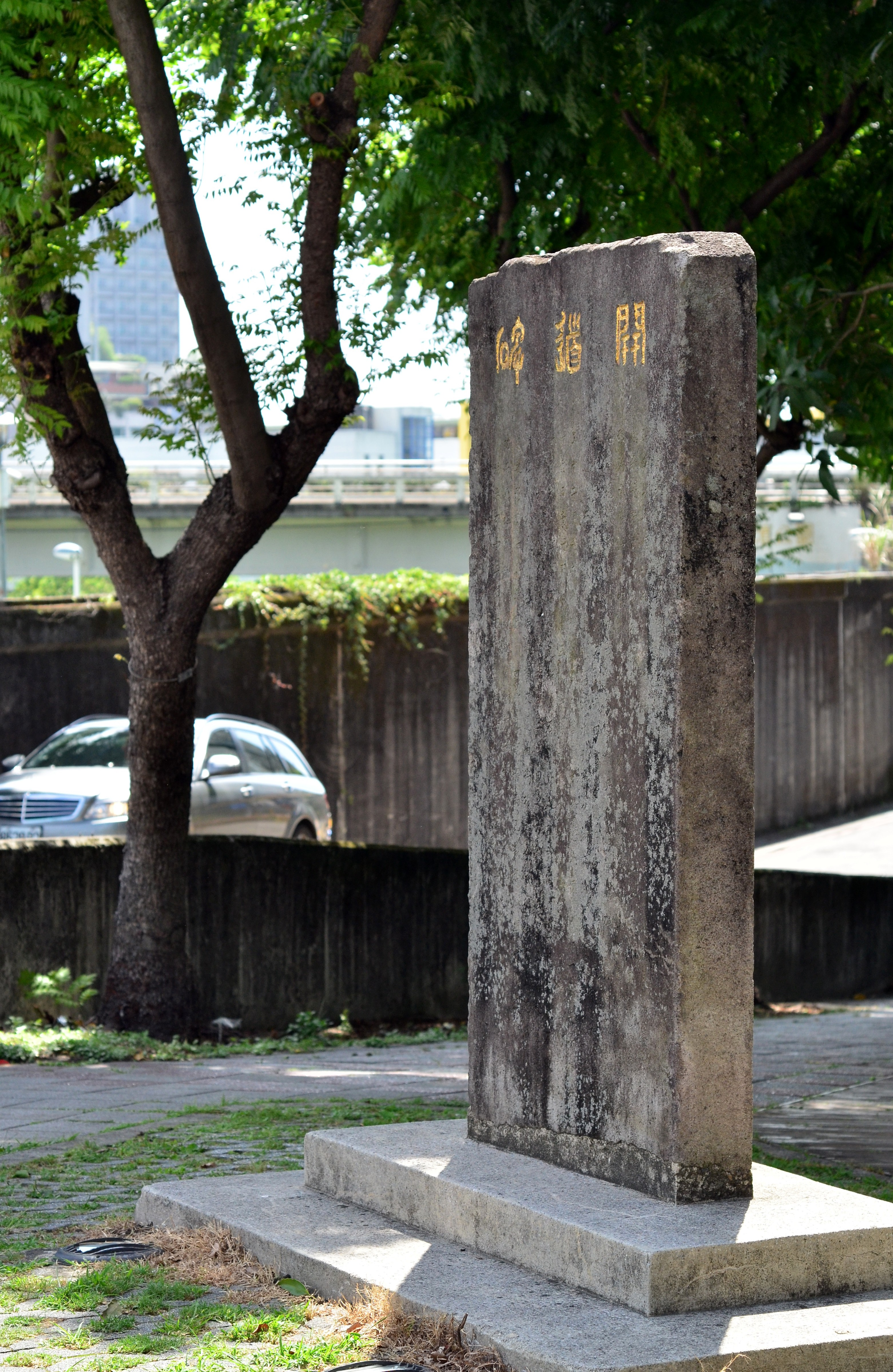
景尾開道碑。

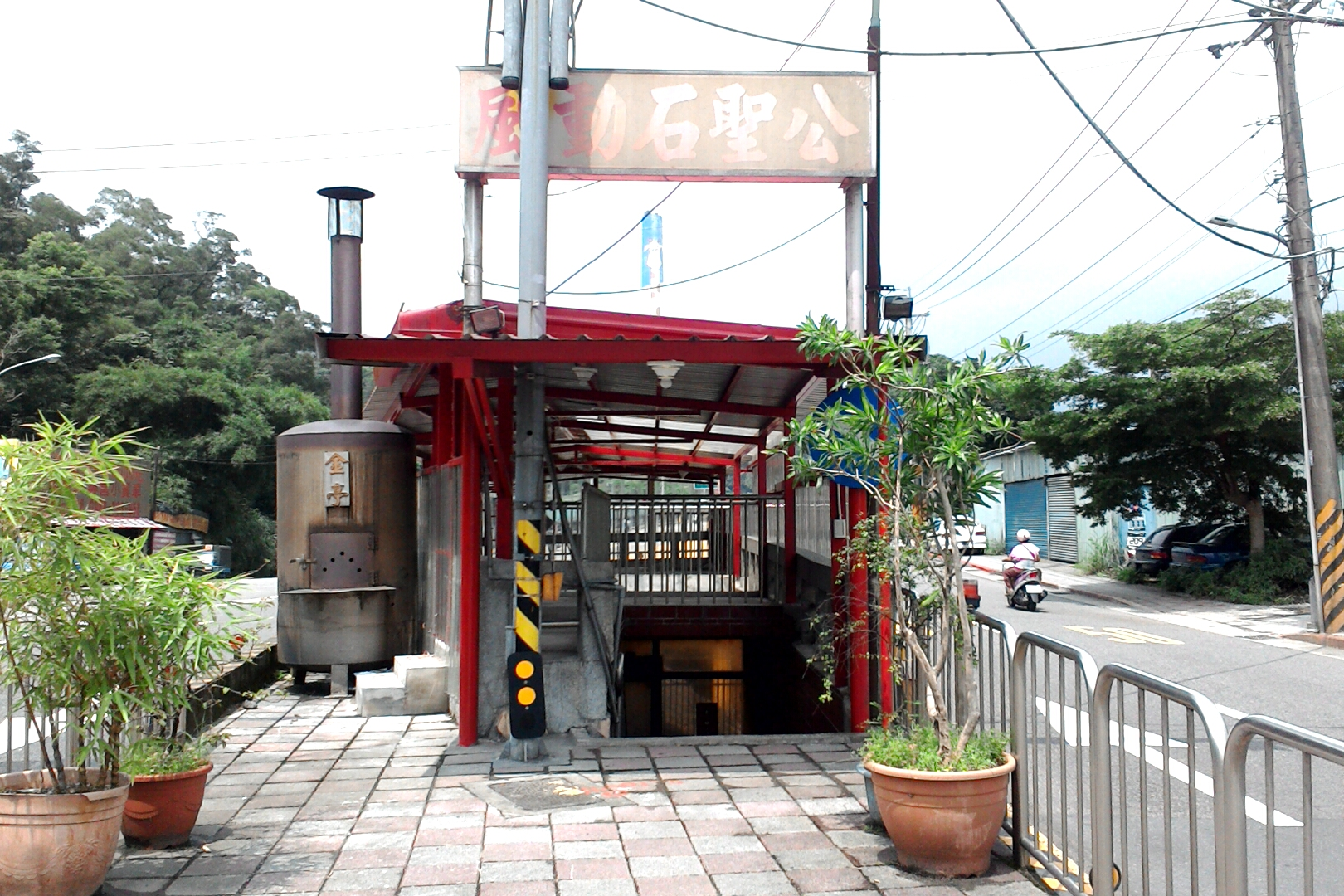
風動石聖公廟。

### 一段
- 景尾開道碑：位於景美橋旁，記述瑠公圳改道後景美街修路與木柵路一段開闢始末。
- 世新大學管理學院大樓
- 復興派出所
- 考試院
- 國家考場
- 捷運溝仔口站（興建中）
- 新光人壽華興大樓
- 新光人壽木柵大樓

### 二段
- 明道國小
- 再興中學附設幼兒園
- 捷運馬明潭站（興建中）
- 臺北市政府警察局文山第一分局

### 三段
- 木柵郵局
- 木柵國小
- 台北市文山區公所
- 捷運Y2A站（興建中）
- 木柵國中
- 國立臺灣戲曲學院木柵校區

### 四段
- 木柵站
- 木柵高工
- 文山幼兒園

### 五段
- 風動石聖公廟
- 欣欣客運木柵一站、木柵二站、富德站
- 東南客運萬芳站
- 臺北客運木柵站
- 指南客運新光站

## 交流道
- 萬芳交流道（需透過信義快速道路連接）

## 外部連結
- 文山區志 卷五、交通篇 > 第一章 路街沿革 > 7.木柵路1、2、3、4、5段 （页面存档备份，存于）
- 文山區志 卷六、文教篇 > 第三章 古蹟與古碑 > 第二節 古碑 > 三、景尾開道碑 （页面存档备份，存于）

1. ↑  臺北市山區道路(山坡地範圍非屬計畫道路之道路)維護範圍一覽表.臺北市政府工務局大地工程處.2020-10-05
2. ↑  臺北市產業道路基本資料表.臺北市政府工務局大地工程處.2017-06-12